# Flor (sherry)

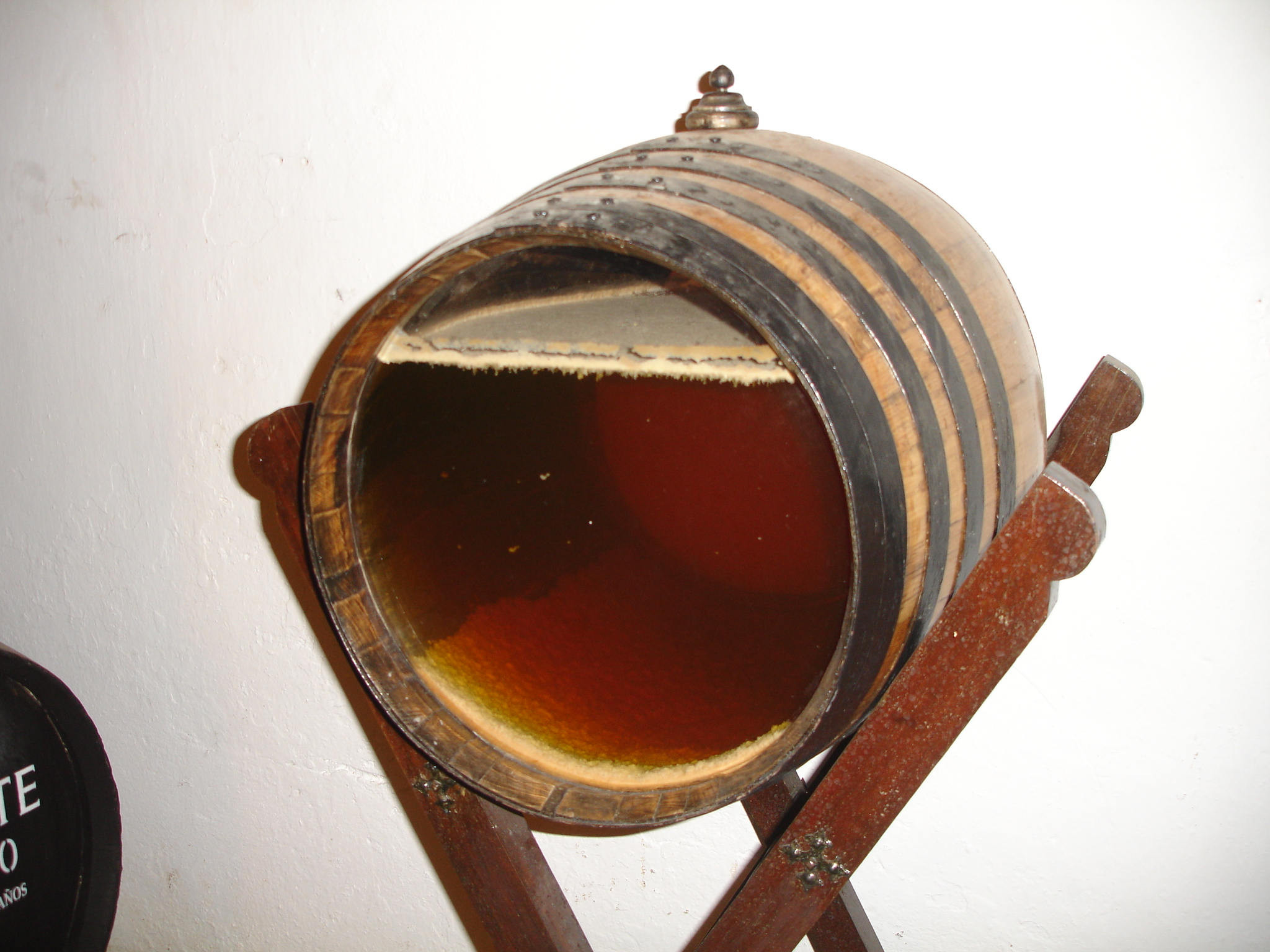
Flor zichtbaar in een sherryvat met een doorzichtige wand.

Met flor wordt een soort gist bedoeld die voorkomt in Andalusië en die van belang is voor de vinificatie van sherry. Flor is Spaans en betekent bloem.
Bij het maken van wijn worden de jonge wijnen niet aan lucht blootgesteld door ze in goed afgesloten vaten te laten gisten. Daarentegen worden bij het maken van sherry licht poreuze vaten gebruikt, waarbij ruimte voor lucht ("twee vuisten hoog") wordt gehouden. Daardoor heeft de flor toegang tot de gisting. De flor ziet eruit als een dikke laag wit schuim.
Flor komt het meeste voor in koelere Spaanse klimaatzones. De sherrysoorten uit de koele kustgebieden Sanlúcar de Barrameda en El Puerto de Santa María krijgen dan ook een dikkere laag flor tijdens de gisting dan die in Jerez gemaakt worden. Doordat de flor de zeelucht opneemt krijgt de sherry een licht zilte smaak.
Om fino of manzanillasherry te verkrijgen wordt de flor tijdens de hele rijping op de vloeistof gelaten, waardoor deze niet in contact kan komen met zuurstof. De flor kan ook eerder verwijderd worden waarbij een 'amontillado'-sherry ontstaat.

## Andere regio's
Een gist gelijkend op flor wordt ook gebruikt in de productie van vin jaune in de Jura-wijnstreek in oostelijk Frankrijk. De Franse benaming voor deze gistlaag is voile, wat "sluier" betekent.
Een soortgelijke gist wordt gebruikt bij de productie van szamorodni szaraz in de Tokaj-wijnstreek in het noordoosten van Hongarije. De Hongaarse naam voor deze gist is hártya, dat betekent membraan of film.
Deze gistsoort werd traditioneel gebruikt in Gose-bier om de flessen af te sluiten, in plaats van een kurk of kroonkurk.
Flor is ook aanwezig in sommige Vernaccia di Oristano D.O.C., een wijn uit de Italiaanse regio Sardinië.